# Camino de la mano izquierda y camino de la mano derecha
Los caminos de la mano izquierda y de la mano derecha, también denominado trayectos o senderos, en inglés left hand path/right hand path, se refiere a un término generalmente utilizado en círculos esotéricos y mágicos de difícil definición, ya que pueden tener diferentes connotaciones. Generalmente se les presentan como opuestos por nociones ideológicas y políticas diametralmente opuestas. 
Existen diferentes definiciones respecto al significado del término. Algunos ocultistas como Helena Blavatsky lo asocian como dos términos antagónicos, refiriéndose el camino de la mano derecha a la magia blanca y el de la mano izquierda a la magia negra, es decir, a la magia más agresiva que se utiliza para lastimar a los demás y romper su voluntad. Otros ocultistas, sin embargo, consideran que esta visión es reduccionista y que la mano izquierda no necesariamente es sinónimo de una conducta inmoral, antiética o maligna.
Otros estetistas consideran que en realidad la diferencia entre ambas posturas radica más en un contexto social. Las tradiciones de la mano derecha evitarían el tabú, manteniendo el statu quo dentro de una sociedad, sin romper sus valores esenciales, con prácticas espirituales altruistas que enfatizarían el misticismo, del desprendimiento de lo material, el uso ético de la magia ante cualquier circunstancia y el bienestar colectivo sobre el interés individual. Mientras que las tradiciones de la mano izquierda enfatizarían en romper los tabúes sociales como una forma de liberación, por ejemplo, comiendo carne en sociedades vegetarianas o con prácticas sexuales e iconografía satánica en culturas cristianas y conservadoras, de manera que con esta ruptura se logre una "liberación psicológica", así mismo en la mano izquierda se priorizaría sobre el bienestar personal desde una perspectiva fuertemente individualista anteponiendo los logros y la satisfacción del individuo por sobre cualquier otra consideración ética, social o espiritual como lo serían el bienestar colectivo o la renuncia espiritual si estos chocaran con las metas del individuo. Desde esta perspectiva los practicantes de la Magia de la mano izquierda consideran que sus prácticas religiosas, mágicas y esotéricas no son malignas ya que no están dispuestos a causar daño o lastimar a otros gratuitamente, salvo si esto fuera estrictamente necesario para lograr sus objetivos. Así mismo, la cooperación entre invididuos, la renuncia a actividades viciosas, lúdicas, hedonistas o materialistas y el comportamiento ético-moral son también practicados por los seguidores del camino de la mano izquierda, siempre y cuando sirva para el cumplimiento de sus propósitos individuales.

## Tradiciones de la mano derecha y de la mano izquierda
Como tradiciones de la mano derecha usualmente se incluye a la teosofía, a la francmasonería, a la Thelema, al rosacrucismo, a casi todas las religiones neopaganas como la Wicca, el druidismo y el Ásatrú. Algunos autores incluyen en esta clasificación a las filosofías, religiones y prácticas místicas orientales tanto esotéricas como exotéricas del budismo, el hinduismo, el taoísmo y el jainismo. E incluso otros, como Dione Fortune, incluyen a las religiones abrahámicas como el judaísmo, el cristianismo y el Islam.
Mientras que como tradiciones de la mano izquierda generalmente se suele incluir a la magia del caos, a la Orden Tifoniana, a determinadas corrientes neopaganas europeas como la germánica Svarte Aske o la eslava Shuynyy Put, a la mayoría de las religiones afroamericanas como el vudú o la santería, a ciertas ramas tántricas heterodoxas de las religiones tradicionales como los Aghori y los Thugs del hinduismo y la tradición Drukpa del budismo, así como todas las formas de satanismo, como la Iglesia de Satán, el Templo de Set, la Dragon Rouge, la Orden de los Nueve Ángulos, el satanismo tradicional, etcétera.[cita requerida]
Cabe apuntar, no obstante, que los practicantes de la magia del caos suelen considerarse a sí mismos neutrales respecto a la mano izquierda o mano derecha, pues al disponer de las (meta)creencias como herramientas mágicas flexibles y no como fuente de ideas rígidas y estables, se situarían en uno u otro lado de acuerdo a su conveniencia, lo cual, no obstante, no contradice el individualismo defendido por la mano izquierda.[cita requerida]

## Origen del término
La tradición hindú del vamachara (literalmente, "camino de la mano izquierda", en sánscrito) se remonta a épocas muy antiguas y consistía en la práctica de actividades prohibidas por las religiones dominantes de India como el hinduismo, el budismo y el sikhismo en forma ritual, como medio de alcanzar la iluminación. Esta ruptura puede ser muy compleja, pero en su esencia más básica se refiere a realizar las "cinco m", es decir: Madya (beber licor), Mamsa (comer carne), Matsya (comer pescado), Mudra (comer cereal) y Maithuna (tener relaciones sexuales). La práctica opuesta es el dakshinachara, término sánscrito que usualmente se traduce como camino de la mano derecha y se refiere a la práctica ortodoxa de la religión y el tantra indios. Posteriormente el uso de esta terminología se hizo popular en el esoterismo occidental.

## Características
Usualmente las religiones y escuelas esotéricas de la mano derecha se caracterizan por su actitud devocional, su énfasis en la naturaleza espiritual del ser humano fomentando la renuncia y el desapego a lo material en diversos grados de rigurosidad, así como una ética muy estricta con prohibiciones muy específicas y con la creencia en conceptos como la Ley del Retorno, el Karma, el Orlog, etc., es decir, conceptos que sugieren que todas las acciones buenas o malas serán pagadas acordemente. También tienden a enfatizar en el bienestar comunitario sobre el individual. 
Por el contrario las religiones, órdenes y tradiciones de la mano izquierda promueven una mentalidad más individualista y nada devocional, identificándose a sí mismos con las deidades en lugar de "adorarlas", dejando a criterio del individuo el manejo del materialismo y el apego hacia lo mundano y carnal y fomentando la libertad individual y primando un egocentrismo razonable por sobre consideraciones éticas, sociales o culturales. Su creencia en las consecuencias del karma (y conceptos similares) varía de grupo en grupo desde aquellos que no creen que exista ningún premio o castigo por las acciones de la persona, hasta aquellas que sí creen que existan pero que este puede ser controlado por el individuo dependiendo de la motivación de su mente.
En general, muchos seguidores del camino de la mano izquierda consideran que sus prácticas no son malignas, simplemente son intencionalmente chocantes para la sociedad mayoritaria. Así por ejemplo, mientras la Wicca puede parecer una religión polémica para muchas personas conservadoras, en general es una religión que por su énfasis en el comportamiento ético-moral, la espiritualidad y ciertos valores como el amor, la igualdad y el ecologismo le permite gozar de cierta aceptación por amplios sectores de la sociedad. Por el contrario, las religiones de la mano izquierda, como el satanismo en Occidente o los aghori en Oriente, generalmente son mucho más polémicas y rechazadas por los ortodoxos.
El ocultista Andrew Chumbley rechaza el uso de los términos por simplista considerando que carecen de objetividad al ser aplicados. Los tabúes y rompimientos sociales dependen de país en país y de cultura en cultura. Así por ejemplo, mientras en India comer carne y beber alcohol sería muy mal visto y cualquier grupo religioso que lo fomente sería considerado Vamachara, el consumo de carne y alcohol difícilmente sería visto como "satánico" en Occidente. Al contrario, adorar muchos dioses y practicar magia sexual sería visto como algo prohibido y demoníaco en algunas sociedades occidentales mientras en India y algunos países budistas es una práctica religiosa muy común.